# Đợt lốc xoáy bùng phát từ ngày 9–10 tháng 12 (2023)
Đợt lốc xoáy bùng phát từ ngày 9–10 tháng 12 (2023) đã ảnh hưởng đến nhiều vùng ở miền Nam Hoa Kỳ, chủ yếu trên khắp các bang Tennessee, Kentucky và Mississippi. Tennessee phải gánh chịu hậu quả nặng nề của đợt bùng phát với nhiều cơn lốc xoáy gây thiệt hại ập đến, bao gồm cơn lốc xoáy EF1 đã làm hư hại một địa điểm của Lực lượng Vệ binh Quốc gia gần Dresden, một cơn lốc xoáy EF3 dữ dội, kéo dài gây thiệt hại nặng nề ở phần tây bắc của Clarksville, và một cơn lốc xoáy EF2 mạnh, kéo dài khác đã gây ra tình trạng khẩn cấp về lốc xoáy cho thành phố Hendersonville. Cơn lốc xoáy đã giết chết 7 người và làm bị thương 71 người khác, trong đó có 61 người từ cơn lốc xoáy Clarksville. Cơn lốc xoáy bùng phát đã ghi được 15 điểm trên Điểm cường độ bùng phát, xếp hạng nó là một cơn lốc xoáy đáng kể. Hệ thống này cũng gây ra tác động đáng kể của bão mùa đông đến vùng Đông Bắc Hoa Kỳ.

## Lịch sử khí tượng

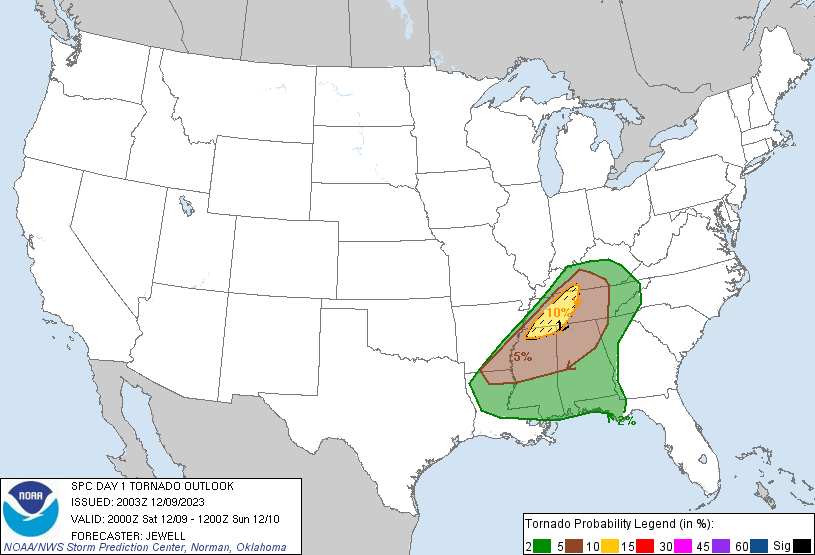
Bản đồ dự báo lốc xoáy do SPC đưa ra chiều 9/12 (20:00 UTC)

### Tóm tắt diễn biến của đợt lốc xoáy bùng phát

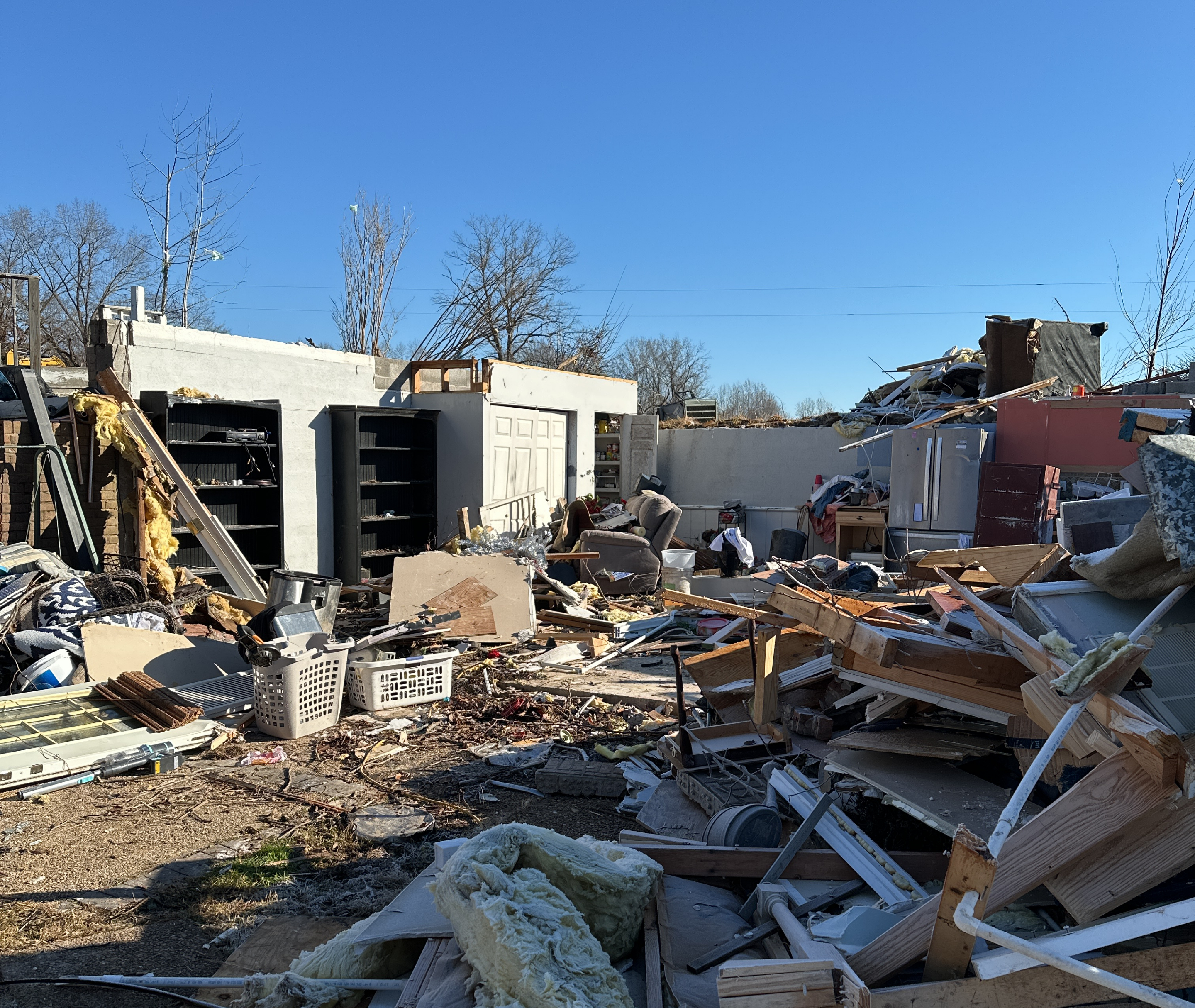
Một ngôi nhà tạm đã bị lốc xoáy EF2 phá hủy ở Cumberland Furnance, Tennessee.

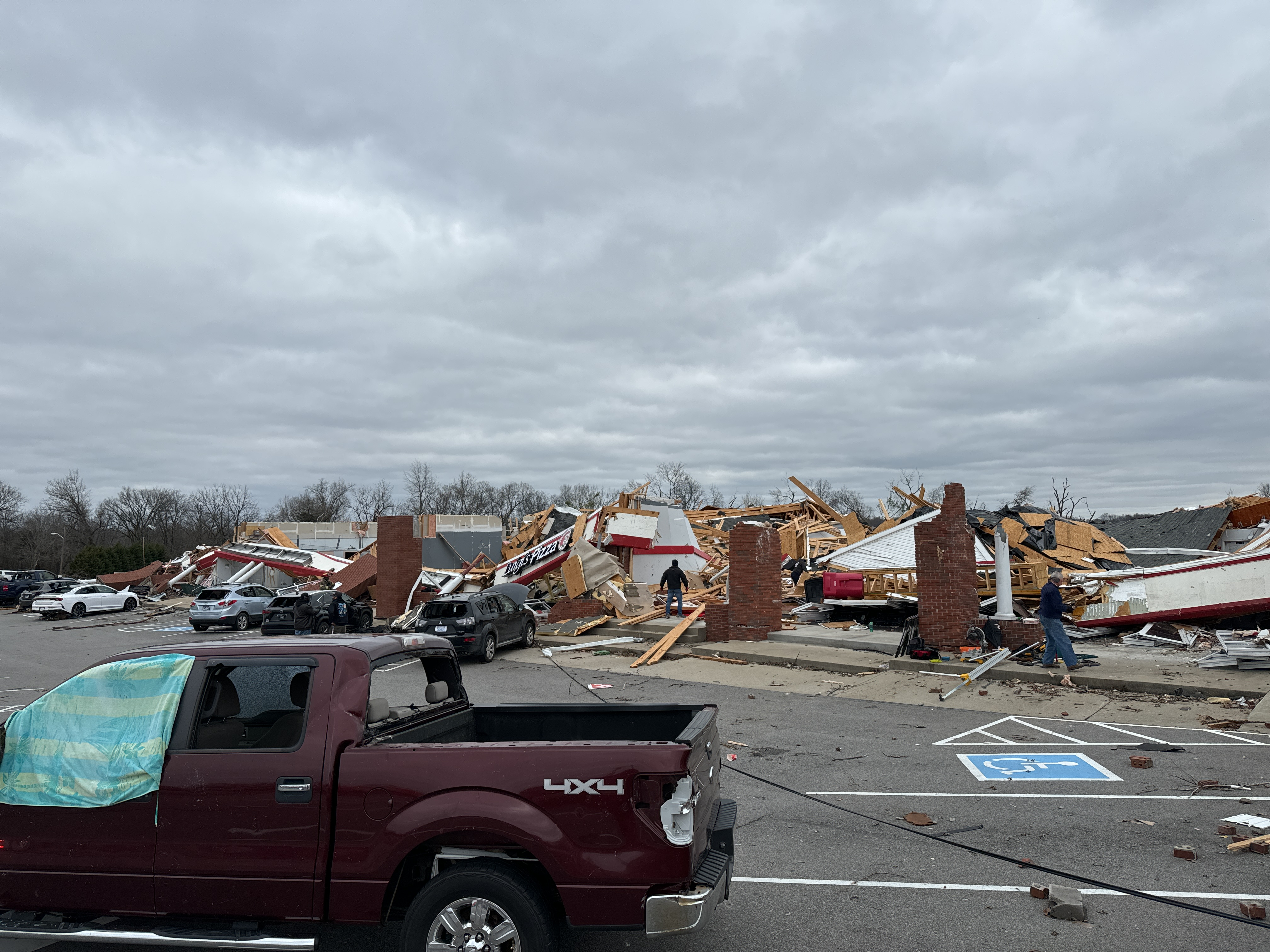
Một trung tâm mua sắm đã bị lốc xoáy EF3 phá hủy hoàn toàn.

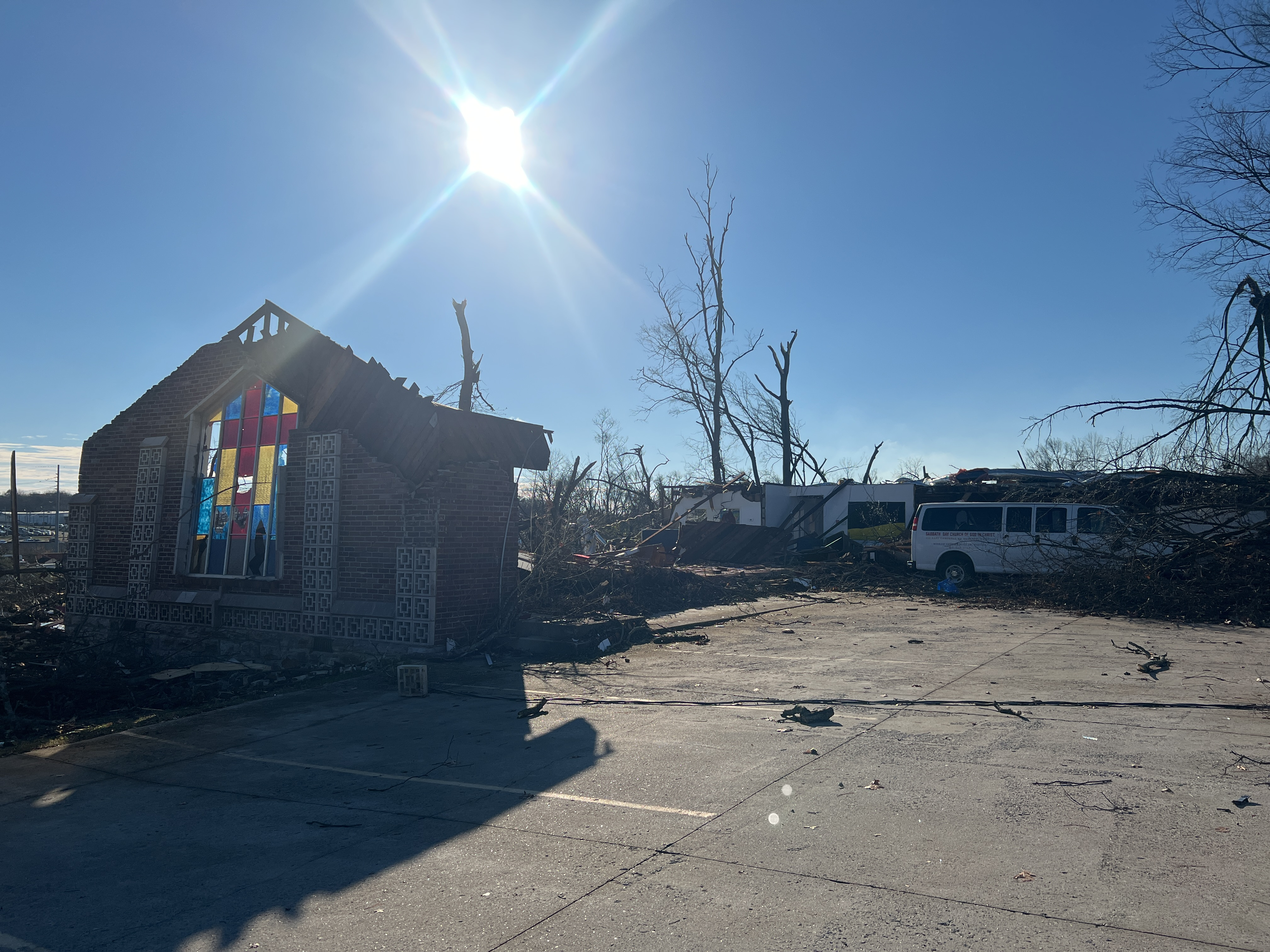
Nhà thờ Nashville, TN đã bị sập do một trận lốc xoáy gây ra.

Vào ngày 5 tháng 12, Trung tâm Dự báo Bão đã đưa ra rủi ro thời tiết khắc nghiệt Ngày thứ 5 trước những dự đoán rằng sự mất ổn định đối lưu mạnh và độ đứt gió sẽ xảy ra trên khắp các khu vực của miền Nam Hoa Kỳ, từ phía đông Texas đến phía tây Mississippi. Đến ngày 7 tháng 12, một số ảnh hưởng nhỏ đã xuất hiện trên một khu vực rộng lớn từ Louisiana đến Kentucky. Tuy nhiên, vẫn còn những điều không chắc chắn về sự bất ổn của khối không khí và sự phát triển của dòng chảy ở mực thấp tạo điều kiện cho giông bão lốc xoáy. Đến ngày hôm sau, rủi ro nhẹ được duy trì cho cùng một khu vực chung và hành lang rủi ro 5% đối với lốc xoáy đã được áp dụng cho tất cả các khu vực phía bắc của khu vực rủi ro chính, kéo dài từ cực đông Texas, nam và đông nam Arkansas, phía bắc Mississippi, tây bắc Alabama, tây và trung Tennessee, và tây nam Kentucky. Trong vùng nhiễu động thời tiết này, SPC mô tả bầu không khí và các điều kiện thuận lợi cho thời tiết khắc nghiệt, vì giá trị năng lượng tiềm năng đối lưu sẵn có (CAPE) đạt 500 J/kg trong khu vực rủi ro chính, độ đứt gió ở mức thấp thuận lợi trước mức cao hơn dự kiến, cho phép giông bão phát triển kéo dài.
Vào ngày 9 tháng 12, vùng nhiễu động thời tiết được duy trì ở mức rủi ro nhẹ cho đến 16:30 UTC. Trong vùng nhiễu động thời tiết cuối cùng này, hành lang 5% chính đã được mở rộng để bao gồm các phần cực tây bắc Georgia, phần lớn phía bắc Alabama và các phần trung tâm của Tennessee, cho đến tận vùng lân cận Knoxville. Điểm sương tăng cao lên tới 60 °F được cho là sẽ xuất hiện trước khi một mặt trận lạnh tiến tới, kết hợp với các yếu tố nói trên, đã tạo ra bầu không khí rất thuận lợi cho thời tiết khắc nghiệt. Tuy nhiên, sự không chắc chắn về mức độ đe dọa lốc xoáy vẫn đủ để tránh việc nâng cấp theo loại. Khu vực cần quan tâm đầu tiên được SPC xác định là từ đông nam Arkansas về phía đông bắc qua các khu vực ngoài khơi Mississippi, Alabama và Tennessee đến tây nam Kentucky. Trong khu vực này, lốc xoáy và mưa đá lớn được cho là mối nguy hiểm chính với các cơn giông lớn gây thiệt hại tăng lên khi phạm vi bao phủ của bão tăng lên. Cảnh báo đầu tiên trong số tám cảnh báo lốc xoáy trong sự kiện này đã được ban hành ngay trước vùng nhiễu động thời tiết này, đề cập đến khả năng xảy ra lốc xoáy ở mức độ trung bình (60%) và xác suất thấp (20%) đối với lốc xoáy mạnh (EF2+).

### Tóm tắt diễn biến của bão mùa đông
Bão mùa đông gây ra đợt lốc xoáy bùng phát xảy ra vào ngày 9–10 tháng 12, 2023 đã đi qua vùng Fargo, North Dakota đến vùng biên giới Mỹ – Canada. Do ảnh hưởng của bão, người ta đã cấm đường một đoạn xa lộ I-29 từ Fargo, North Dakota đến vùng biên giới Mỹ – Canada, để đảm bảo an toàn.
Bão mạnh ảnh hưởng đến vùng Đông Bắc nước Mỹ trong ngày 10-11/12. Trận mưa lớn nhất ở khu vực đô thị New York là ở Long Island, nơi có lượng mưa hơn 4 inch (100 mm) rơi ở một số điểm. Gió lớn cũng được báo cáo với sức gió giật lên tới 48 dặm/giờ (77 km/giờ) ở Kew Gardens và 46 mph (74 km/giờ) ở Orient. Tuyết nhẹ phía sau cũng được quan sát thấy ở Quận Sullivan. Sân bay LaGuardia và Sân bay Quốc tế John F. Kennedy đã bị đóng cửa do tuyết rơi. Các khu vực ở Connecticut có lượng mưa vượt quá 5 in (130 mm). Vào ngày 10 tháng 12, kỷ lục về lượng mưa hàng ngày đã được thiết lập tại Philadelphia, Atlantic City và Wilmington. Cơn bão đã khiến xa lộ I-76 phải ngừng hoạt động trong một đoạn ngắn ở Quận Montgomery sau một cây đổ và 3 vụ va chạm ô tô. Xa hơn về phía nam, tuyết nhẹ tại Sân bay Quốc tế Dulles dày tới 0,4 in (1,0 cm), nhưng lượng tuyết đó rơi nhiều hơn trong suốt mùa đông trước. Tuyết rơi dày 0,1 in (0,25 cm) tại Sân bay Quốc gia Ronald Reagan Washington. Lượng tuyết rơi dày nhất là 13,7 in (35 cm) là ở Roxbury, New York.

## Danh sách các trận lốc xoáy

### Ngày 9 tháng 12
| Cường độ | Vị trí                                                          | Quận/Hạt/Giáo xứ                                     | Tiểu bang | Toạ độ bắt đầu                              | Thời gian tồn tại (UTC) | Quãng đường di chuyển | Bề rộng tối đa |
| -------- | --------------------------------------------------------------- | ---------------------------------------------------- | --------- | ------------------------------------------- | ----------------------- | --------------------- | -------------- |
| EF1      | Bắc Đông Bắc Yorkville → Nam Sharon → Nam Đông Nam Dresden      | Gibson, Weakley                                      | TN        | 36°07′03″B 89°03′36″T / 36,1175°B 89,0601°T | 17:32–18:03             | 24,91 mi (40,09 km)   | 600 yd (550 m) |
| EF1      | Indian Mound → Nam Fort Campbell                                | Stewart, Montgomery                                  | TN        | 36°29′35″B 87°44′43″T / 36,4931°B 87,7453°T | 19:19–19:32             | 8,75 mi (14,08 km)    | 75 yd (69 m)   |
| EF3      | Bắc Clarksville, TN → Nam Allensville, KY → Đông Nam Auburn, KY | Montgomery (TN), Todd (KY), Logan (KY), Simpson (KY) | TN, KY    | 36°34′29″B 87°28′18″T / 36,5746°B 87,4718°T | 19:41–20:49             | 47,22 mi (75,99 km)   | 600 yd (550 m) |
| EF1      | Nam Bowling Green                                               | Warren                                               | KY        | 36°55′26″B 86°27′00″T / 36,924°B 86,45°T    | 21:07–21:13             | 2,24 mi (3,60 km)     | 125 yd (114 m) |
| EF2      | Bắc Cumberland Furnace                                          | Dickson                                              | TN        | 36°16′45″B 87°24′50″T / 36,2793°B 87,4138°T | 21:29–21:39             | 5,8 mi (9,3 km)       | 300 yd (270 m) |
| EF2      | Bắc White Bluff → Tây Tây Bắc Nashville                         | Dickson, Cheatham, Davidson                          | TN        | 36°09′36″B 87°14′01″T / 36,1601°B 87,2335°T | 22:03–22:27             | 18,37 mi (29,56 km)   | 500 yd (460 m) |
| EF2      | Nam Springfield                                                 | Robertson                                            | TN        | 36°28′08″B 86°54′28″T / 36,4689°B 86,9078°T | 22:16–22:25             | 6 mi (9,7 km)         | 300 yd (270 m) |
| EF2      | Tây Tây Nam Madison → Hendersonville → Tây Bắc Hartsville       | Davidson, Sumner, Trousdale                          | TN        | 36°15′18″B 86°47′07″T / 36,255°B 86,7852°T  | 22:39–23:31             | 34,77 mi (55,96 km)   | 400 yd (370 m) |
| EF1      | Đông Nam Gamaliel, KY                                           | Clay (TN), Monroe (KY)                               | TN, KY    | 36°37′01″B 85°43′23″T / 36,6169°B 85,723°T  | 00:07–00:11             | 2,86 mi (4,60 km)     | 50 yd (46 m)   |
| EF0      | Bắc Braxton → Nam Puckett                                       | Simpson, Rankin                                      | MS        | 32°02′44″B 89°59′09″T / 32,0455°B 89,9858°T | 03:18–03:35             | 13,93 mi (22,42 km)   | 350 yd (320 m) |
| EF0      | Tây Raleigh                                                     | Smith                                                | MS        | 32°01′26″B 89°37′08″T / 32,0238°B 89,619°T  | 03:44–03:49             | 3,71 mi (5,97 km)     | 75 yd (69 m)   |
| EF1      | Bắc Tây Bắc Montrose → Enterprise                               | Jasper, Clarke                                       | MS        | 32°12′44″B 89°16′40″T / 32,2123°B 89,2779°T | 04:04–04:42             | 27,21 mi (43,79 km)   | 350 yd (320 m) |

### Ngày 10 tháng 12
| Cường độ | Vị trí                                      | Quận/Hạt/Giáo xứ | Tiểu bang | Toạ độ bắt đầu                              | Thời gian tồn tại (UTC) | Quãng đường di chuyển | Bề rộng tối đa |
| -------- | ------------------------------------------- | ---------------- | --------- | ------------------------------------------- | ----------------------- | --------------------- | -------------- |
| EF1      | Homewood                                    | Jefferson        | AL        | 33°26′36″B 86°50′13″T / 33,4434°B 86,837°T  | 06:09–06:12             | 3,02 mi (4,86 km)     | 600 yd (550 m) |
| EF1      | Homewood → Mountain Brook                   | Jefferson        | AL        | 33°28′07″B 86°47′06″T / 33,4685°B 86,7849°T | 06:13–06:15             | 1,78 mi (2,86 km)     | 200 yd (180 m) |
| EF0      | Bắc Clopton → Nam Bakerhill                 | Barbour, Henry   | AL        | 31°37′24″B 85°26′31″T / 31,6234°B 85,442°T  | 07:19–07:37             | 8 mi (13 km)          | 200 yd (180 m) |
| EF0      | Nam Đông Nam Auburn                         | Lee              | AL        | 32°27′54″B 85°25′33″T / 32,4649°B 85,4258°T | 10:36–10:39             | 2,43 mi (3,91 km)     | 400 yd (370 m) |
| EF1      | Đông Bắc Westville → Bắc Đông Bắc Caryville | Holmes           | FL        | 30°48′19″B 85°49′59″T / 30,8054°B 85,8331°T | 11:30–11:37             | 2,97 mi (4,78 km)     | 250 yd (230 m) |
| EF1      | Garner                                      | Wake             | NC        | 35°41′38″B 78°39′07″T / 35,694°B 78,652°T   | 17:28–17:32             | 1,88 mi (3,03 km)     | 250 yd (230 m) |

## Hậu quả
Nữ ca sĩ kiêm nhạc sĩ Taylor Swift đã quyên góp 1 triệu đô la để ủng hộ cho các nạn nhân trong đợt lốc xoáy bùng phát này.